# Jozef Theuws
 Joseph (Jozef) Marie Lambertus Theuws (Blerick, 15 december 1934 – Venlo, 4 mei 2006) was een Nederlands profvoetballer.

## Loopbaan
Theuws speelde als aanvaller bij VVV waar hij op 30 oktober 1955 zijn competitiedebuut maakte in het eerste elftal, in een thuiswedstrijd tegen NOAD (5-0). De Blerickenaar stond zes jaar onder contract bij de Venlose club. Na afloop van zijn profcarrière keerde hij in 1961 terug naar SV Blerick.
Theuws was nadien nog als voetbaltrainer werkzaam bij tal van amateurclubs in Noord-Limburg en Noord-Brabant, onder meer VV Helden, SV Blerick, RKSV Wittenhorst, sv DSV en KSV Horn. Hij overleed op 71-jarige leeftijd.

## Profstatistieken
| Seizoen         | Club            | Competitie      | Competitie | Competitie | Beker | Beker | Overige | Overige | Totaal | Totaal |
| Seizoen         | Club            | Competitie      | Wed.       | Dlp.       | Wed.  | Dlp.  | Wed.    | Dlp.    | Wed.   | Dlp.   |
| --------------- | --------------- | --------------- | ---------- | ---------- | ----- | ----- | ------- | ------- | ------ | ------ |
| 1955/56         | VVV             | Hoofdklasse A   | 17         | 1          | —     | —     | —       | —       | 17     | 1      |
| 1956/57         | VVV             | Eredivisie      | 29         | 4          | 5     | 3     | —       | —       | 34     | 7      |
| 1957/58         | VVV             | Eredivisie      | 10         | 2          | 1     | 2     | —       | —       | 11     | 4      |
| 1958/59         | VVV             | Eredivisie      | 10         | 2          | 2     | 0     | —       | —       | 12     | 2      |
| 1959/60         | VVV             | Eredivisie      | 10         | 1          | —     | —     | —       | —       | 10     | 1      |
| 1960/61         | VVV             | Eredivisie      | 1          | 0          | 2     | 0     | —       | —       | 3      | 0      |
| Carrière totaal | Carrière totaal | Carrière totaal | 77         | 10         | 10    | 5     | 0       | 0       | 87     | 15     |